# Manuel Dourado Deira
Manuel Dourado Deira, nacido en Araño (Rianjo) el 30 de agosto de 1929 y difunto en el mismo ayuntamiento el 26 de diciembre de 2012, fue un escritor gallego. 

## Trayectoria
Nació en el seno de una familia humilde y labradora, practicando la labranza en la casa de sus padres hasta la pubertad. Estudió Magisterio en la Universidad de Santiago de Compostela, obteniendo también el título de Licenciado en Derecho en la misma Universidad. Fue profesor de EXB en el colegio Castelao de Rianjo.

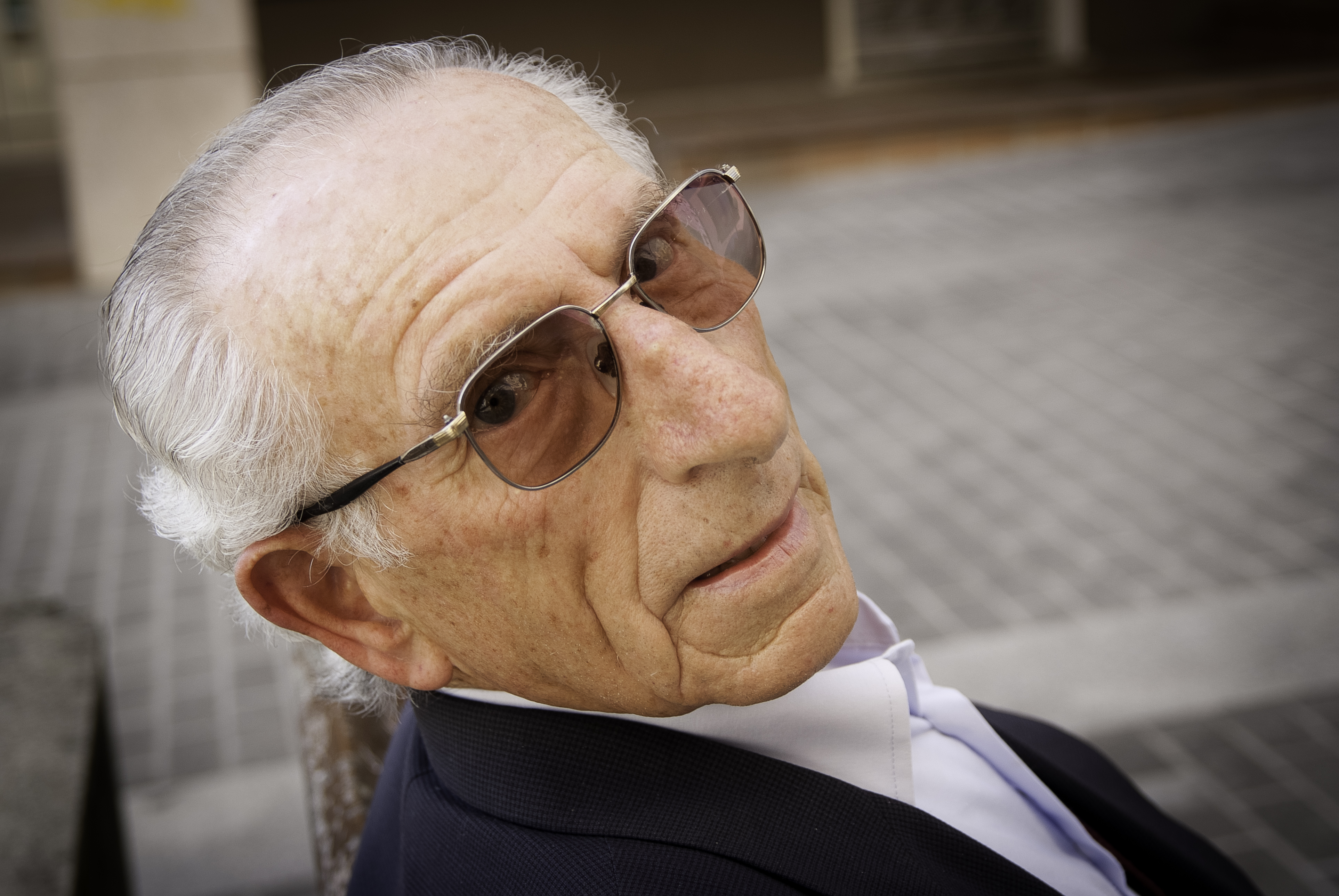
Manuel Dourado.

Ha ejercido también el periodismo, particularmente de opinión, en medios como Faro de Vigo y La Voz de Galicia, y desde 1988, en El Correo Gallego y Galicia Hoxe. Fue miembro del Consejo de Redacción de la revista Encrucillada. 

## Obras

### Ensayo
- Conversas con Teresa Castelao (Anecdotario dun século de vida), 1999, Sotelo Blanco.
- A Mestresa da Casa-Museo: Unha Rosalía rediviva, sobre Maruxa Villanueva, 2009, Diputación de La Coruña.
- O primeiro retorno de Castelao, 2014, Axóuxere Editora.

### Obras colectivas
- Guerra Civil e Literatura Galega (1936-1939), 2006, Xerais.

## Premios
- Premio de periodismo Ruta Xacobea en el 1991.
- Premio Barbantia a la Trayectoria Cultural en el Barbanza en el año 2008.